# Copa de Sérvia e Montenegro de Futebol
A Copa da  República da Sérvia e Montenegro foi o principal torneio eliminatório do futebol masculino da Sérvia e Montenegro antes de ambos os países se separarem.

## Finais da Copa
| Temporada                               | Campeão                                 | Resultado                               | Finalista                               | Estádio                                                        |
| Copa da República Federal da Jugoslávia | Copa da República Federal da Jugoslávia | Copa da República Federal da Jugoslávia | Copa da República Federal da Jugoslávia | Copa da República Federal da Jugoslávia                        |
| --------------------------------------- | --------------------------------------- | --------------------------------------- | --------------------------------------- | -------------------------------------------------------------- |
| 1991-92                                 | Partizan Belgrado                       | 1 - 0 2 - 2                             | Estrela Vermelha                        | Estádio Estrela Vermelha, Belgrado Estádio Partizan, Belgrado  |
| 1992-93                                 | Estrela Vermelha                        | 0 - 1 1 - 0 (5-4 pen)                   | Partizan Belgrado                       | Estádio Partizan, Belgrado Estádio Estrela Vermelha, Belgrado  |
| 1993-94                                 | Partizan Belgrado                       | 3 - 2 6 - 1                             | Spartak Subotica                        | Estádio Subotica, Subotica Estádio Partizan, Belgrado          |
| 1994-95                                 | Estrela Vermelha                        | 4 - 0 0 - 0                             | FK Obilic Belgrado                      | Estádio Estrela Vermelha, Belgrado Estádio Obilic, Belgrado    |
| 1995-96                                 | Estrela Vermelha                        | 3 - 0 3 - 1                             | Partizan Belgrado                       | Estádio Estrela Vermelha, Belgrado Estádio Partizan, Belgrado  |
| 1996-97                                 | Estrela Vermelha                        | 0 - 0 1 - 0                             | Vojvodina Novi Sad                      | Estádio Karadorde, Novi Sad Estádio Estrela Vermelha, Belgrado |
| 1997-98                                 | Partizan Belgrado                       | 0 - 0 2 - 0                             | FK Obilic Belgrado                      | Estádio Obilic, Belgrado Estádio Partizan, Belgrado            |
| 1998-99                                 | Estrela Vermelha                        | 4 - 2                                   | Partizan Belgrado                       | Estádio Estrela Vermelha, Belgrado                             |
| 1999-00                                 | Estrela Vermelha                        | 4 - 0                                   | Napredak Kruševac                       | Estádio Estrela Vermelha, Belgrado                             |
| 2000-01                                 | Partizan Belgrado                       | 1 - 0                                   | Estrela Vermelha                        | Estádio Estrela Vermelha, Belgrado                             |
| 2001-02                                 | Estrela Vermelha                        | 1 - 0                                   | FK Sartid Smederevo                     | Estádio Partizan, Belgrado                                     |
| Copa da Sérvia e Montenegro             |                                         |                                         |                                         |                                                                |
| 2002-03                                 | FK Sartid Smederevo                     | 1 - 0                                   | Estrela Vermelha                        | Estádio Partizan, Belgrado                                     |
| 2003-04                                 | Estrela Vermelha                        | 1 - 0                                   | Buducnost Banatski Dvor                 | Estádio Partizan, Belgrado                                     |
| 2004-05                                 | Železnik Belgrado                       | 1 - 0                                   | Estrela Vermelha                        | Estádio Partizan, Belgrado                                     |
| 2005-06                                 | Estrela Vermelha                        | 4 - 2                                   | OFK Belgrado                            | Estádio Partizan, Belgrado                                     |

Fonte:

## Historico por clube
| Clube                   | Campeão | Vice-campeão | Anos                                                 |
| ----------------------- | ------- | ------------ | ---------------------------------------------------- |
| Estrela Vermelha        | 9       | 3            | 1993, 1995, 1996, 1997, 1999, 2000, 2002, 2004, 2006 |
| Partizan Belgrado       | 3       | 3            | 1994, 1998, 2001                                     |
| FK Sartid Smederevo     | 1       | 1            | 2003                                                 |
| Železnik Belgrado       | 1       | 0            | 2005                                                 |
| FK Obilic Belgrado      | 0       | 2            |                                                      |
| Spartak Subotica        | 0       | 1            |                                                      |
| Vojvodina               | 0       | 1            |                                                      |
| Napredak Kruševac       | 0       | 1            |                                                      |
| Budućnost Banatski Dvor | 0       | 1            |                                                      |
| OFK Beograd             | 0       | 1            |                                                      |